# Meppeler Courant
De Meppeler Courant, die verschijnt sinds 1845, is een nieuwsblad voor Meppel en omstreken. Het blad verschijnt driemaal per week op de maandag-, woensdag- en vrijdagmiddag met doorgaans 24 pagina's. Eigenaar en uitgever is Mediahuis Noord, een onderdeel van de Belgische Mediahuis.
De krant beleefde in 2010 zijn 165-ste jaargang en werd tot 2017 uitgegeven door de Koninklijke Boom uitgevers te Meppel. Het blad bracht toen ook nog landelijk en buitenlands nieuws. De hoofdredactie bestond uit de heren J.H. Boom, A.A. Henzen en drs. J.J.M. van Velzen. Sinds 1 mei 2008 is ook Henk Ymker als adviserend lid toegetreden tot de hoofdredactie.
Sinds 2010 wordt de krant uitgebracht op tabloidformaat. De krant had in 2020 een oplage van ca. 8000 exemplaren. Er verschijnt van de Meppeler Courant ook een digitale versie.